# André Carvalhas
André Filipe da Silva Carvalhas (Lisbona, 7 marzo 1989) è un ex calciatore portoghese, di ruolo centrocampista.

## Carriera

### Nazionale
Ha giocato nelle nazionali giovanili portoghesi Under-16, Under-17, Under-18 ed Under-19.

## Palmarès

### Club

#### Competizioni nazionali
- Segunda Liga: 1

Tondela: 2014-2015